# ESO 239-2
ESO 239-2 (o AM 2246-490) è una coppia di galassie interagenti situata in direzione della costellazione della Gru alla distanza di circa 550 milioni di anni luce dalla Terra.
Le due galassie sono in uno stadio di avanzata fusione, al termine del quale si formerà una galassia ellittica di cui si intravede già chiaramente il nucleo galattico dal quale si dipartono lunghe e aggrovigliate code mareali.